# Jacques Bertillon
Pour les articles homonymes, voir Bertillon.
Jacques Bertillon, né le 11 novembre 1851 à Paris et mort le 4 juillet 1922 à Valmondois, est un statisticien et démographe français. Il est à l'origine d'un système de classification des causes de décès (1893).

## Biographie
Il est le fils du statisticien Louis Bertillon et le frère aîné d'Alphonse Bertillon. Médecin de formation, il succède à son père comme chef de service de la statistique municipale de la Ville de Paris. Il est à l'origine d'une classification des causes de décès (1893), ancêtre de la Classification internationale des maladies.
Le 11 octobre 1889, il épouse le Dr Caroline Schultze avec lequel il aura deux filles.
Propagandiste « nataliste », il fonde en 1896 l'Alliance nationale pour l'accroissement de la population française et multiplie les alertes à la dénatalité, qui affaiblit la France de la « revanche », face à l'Allemagne. 

## Publications

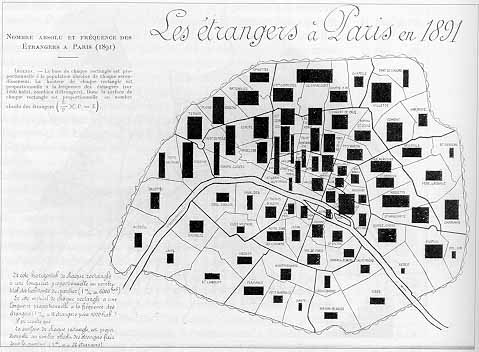
Carte des étrangers à Paris en 1891 publiée dans « Fréquence des étrangers à Paris en 1891 » dans Cours élémentaire de statistique administrative. Paris: Société d'éditions scientifiques, 1896

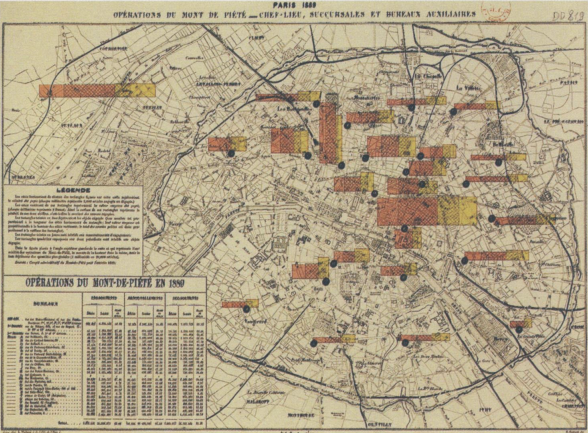
Opérations du Monts de Piété en 1889, publié par Jacques Bertillon en 1891

### Livres
- Jacques Bertillon, La statistique humaine de la France (naissance, mariage, mort), Paris, G. Baillière, 1880, 190 p. (BNF 34013480, lire en ligne)
- Jacques Bertillon, De la fréquence de la fièvre typhoïde à Paris pendant la période 1865-82, Paris, G. Masson, 1883, 49 p. (BNF 30096482, lire en ligne)
- Jacques Bertillon, Le problème de la dépopulation, Paris, Armand Colin & Cie, 1897, 82 p. (BNF 34013541, lire en ligne)
- Jacques Bertillon, L'alcoolisme et les moyens de le combattre jugés par l'expérience, Paris, Victor Lecoffre, 1904, 232 p. (BNF 31807063, lire en ligne)
- Jacques Bertillon, La dépopulation de la France : ses conséquences, ses causes, mesures à prendre pour la combattre, Paris, Félix Alcan, 1911, 346 p. (BNF 31807066, lire en ligne)
- Jacques Bertillon, Guerre à l'alcool par l'impôt : étude statistique de l'effet des lois fiscales de 1897 et 1900 sur la consommation comparée de l'eau-de-vie et du vin, Paris, Ligue nationale contre l'alcoolisme, 1912, 48 p. (BNF 31807068, lire en ligne)

### Articles publiés dans La Nature
- Des mariages consanguins. À propos d’un récent travail de M. C. Darwin, La Nature, no 148 - 1er avril 1876 et no 149 - 8 avril 1876
- Ouverture des cours d'anthropologie : La Nature, no 189 - 13 janvier 1877
- Nouveau cercle à calcul : La Nature no 262 - 8 juin 1878
- Mode de prévision de la statistique des naissances : La Nature no 282 - 26 octobre 1878
- Statistique des bègues en France : La Nature no 344 - 3 janvier 1880
- Influence du mariage sur la tendance au suicide : La Nature no 351 -21 février 1880
- Nains et Géants : La Nature no 382 - 25 septembre 1880
- Le calendrier perpétuel et la mnémotechnie : La Nature no 709 - 1er janvier 1887, no 712 - 22 janvier 1887 et no 713 - 29 janvier 1887
- La statistique à la machine : La Nature no 1109 - 1er septembre 1894
- La statistique par les machines : La Nature no 2121 - 17 janvier 1914

### Articles publiés dans La Revue scientifique
- « De la dépopulation de la France et des remèdes à y apporter », La Revue scientifique, 8 et 15 avril 1899